# Shinyanga
Shinyanga er en by i den nordlige del af Tanzania. Den er hovedstad i regionen Shinyanga, og havde i 2010 en befolkning 107.362 og et areal på 553,78 km².
Byen ligger mellem Mwanza (143 km mod nord) og Tabora (212 km mod syd) på en delvis asfalteret vej.

## Eksterne kilder og henvisninger
1. ↑  "Estimated Population of Shinyanga In 2010". Arkiveret fra originalen 3. oktober 2011. Hentet 28. november 2011.